# Romanu
Romanu est une commune roumaine située dans le județ de Brăila.